# Katarzyna Żabińska
Katarzyna Żabińska z d. Warzocha (ur. 20 lutego 1989 w Rzeszowie) – polska siatkarka, grająca na pozycji środkowej. W sezonie 2020/2021 występowała w drużynie Stal Mielec.

## Sukcesy klubowe
Mistrzostwo Polski:
- 2017, 2019

Mistrzostwo I ligi:
- 2021